# Morfología matemática

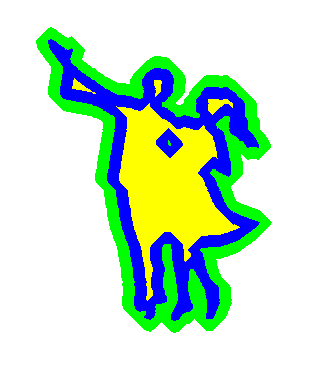
Una forma (en azul) y su dilatación (en verde) y erosión (en amarillo) morfológica por un elemento estructurante con forma de diamante.

La morfología matemática es una teoría y técnica para el análisis y tratamiento de las estructuras geométricas, basada en la teoría de conjuntos, teoría de retículos, topología y funciones aleatorias. La morfología matemática es comúnmente aplicada más a las imágenes digitales, pero puede ser empleada también en gráficos, mallas poligonales, sólidos y muchas otras estructuras espaciales.
Conceptos topológicos y geométricos de espacio continuo, tales como tamaño, forma, convexidad , conectividad y distancia geodésica, se pueden caracterizar por la morfología matemática en espacios continuos y discretos. La morfología matemática es también la base del procesamiento de imágenes morfológicas, que consiste en un conjunto de operadores que transforman las imágenes de acuerdo a las caracterizaciones anteriores.
La morfología matemática se desarrolló originalmente para imágenes binarias y se extendió más tarde a funciones e imágenes en escala de grises. La generalización posterior a retículos completos es ampliamente aceptada hoy en día como fundamento teórico de la morfología matemática.

## Historia
La morfología matemática nació en 1964 de la colaboración de Georges Matheron y Jean Serra en la École des Mines de Paris, Francia. Matheron supervisó la tesis de PhD de Serra, dedicada a la cuantificación de las características minerales de una sección delgada de la mina de la Mourière, y este trabajo dio lugar a un nuevo enfoque práctico así como avances teóricos en geometría integral y topología.
En 1968, el Centre de Morphologie Mathématique fue fundado por la École des Mines de Paris en Fontainebleau, Francia, liderado por Matheron y Serra.
Durante el resto de la década de 1960 y la mayor parte de la década de 1970, la morfología matemática trató esencialmente con imágenes binarias, tratadas como conjuntos, y generó un gran número de operadores binarios y técnicas: Transformación de localización, dilatación, erosión, apertura, cierre, granulometría, adelgazamiento, cálculo del esqueleto, erosión final, bisectriz condicional, entre otros. Un enfoque al azar también se desarrolló a partir de nuevos modelos de imágenes. La mayor parte del trabajo en ese período se desarrolló en Fontainebleau.
Desde mediados de la década de 1970 hasta mediados de la década de 1980, la morfología matemática se generalizó también a funciones e imágenes en la escala de grises. Además de ampliar los conceptos principales (tales como la dilatación, erosión, etc.) a las funciones, esta generalización dio nuevos operadores, tales como el gradiente morfológico, transformación sombrero de copa y divisoria (watershed) (enfoque principal de segmentación de la morfología matemática).
En las décadas de los años 1980 y 1990, la morfología matemática ganó un amplio reconocimiento ya que centros de investigación en varios países comenzaron a adoptar e investigar el método. La morfología matemática comenzó a aplicarse a un gran número de problemas y aplicaciones de imágenes.
En 1986 Jean Serra generalizó aún más la morfología matemática, esta vez con un marco teórico basado en retículos completos. Esta generalización trajo flexibilidad a la teoría, permitiendo su aplicación a un número mucho mayor de estructuras, incluyendo imágenes en color, vídeo, gráficos, meshes, etc. Al mismo tiempo, Matheron y Serra también formularon una teoría para filtrado morfológico basado en el nuevo marco (retículos).
En las décadas de los años 1990 y 2000 también se registraron más avances teóricos, incluyendo los conceptos de  conexiones y  nivelaciones.
En 1993, el primer International Symposium on Mathematical Morphology (ISMM) tuvo lugar en Barcelona, España. Desde entonces, los ISMM se organizan cada 2 o 3 años, casi siempre en una parte diferente del mundo: Fontainebleau, Francia (1994); Atlanta, Estados Unidos (1996); Ámsterdam, Países Bajos (1998); Palo Alto, California, Estados Unidos (2000); Sídney, Australia (2002); París, Francia (2004); Río de Janeiro, Brasil (2007); Groninga, Países Bajos (2009); e Intra (Verbania), Italia (2011); Uppsala, Sweden (2013); Reykjavik, Iceland (2015); y Fontainebleau, Francia (2017).

## Morfología binaria
En morfología binaria una imagen es vista como un subconjunto de un espacio Euclideo {\displaystyle \mathbb {R} ^{d}} o de la cuadrícula entera {\displaystyle \mathbb {Z} ^{d}}, para alguna dimensión d.

### Elemento estructurante
La idea básica en la morfología binaria es probar una imagen con una forma predefinida simple sacando conclusiones sobre cómo esta forma encaja o no las formas en la imagen. Esta simple "sonda" se llama elemento estructurante, y es en sí misma una imagen binaria (es decir, un subconjunto del espacio o de la cuadrícula).
Éstos son algunos ejemplos de elementos estructurantes ampliamente utilizados (denotados por B):
- Sea {\displaystyle E=\mathbb {R} ^{2}}; B es un disco abierto de radio r, centrado en el origen.
- Sea {\displaystyle E=\mathbb {Z} ^{2}}; B es un cuadrado 3x3, esto es, B={(-1,-1), (-1,0), (-1,1), (0,-1), (0,0), (0,1), (1,-1), (1,0), (1,1)}.
- Sea {\displaystyle E=\mathbb {Z} ^{2}}; B es la "cruz" dada por: B={(-1,0), (0,-1), (0,0), (0,1), (1,0)}.

### Operadores básicos
Las operaciones básicas son operadores de cambio-invariante (invariante traslacional) estrechamente relacionados con la suma de Minkowski.
Sea E un espacio euclidiano o una cuadrícula entera y A una imagen binaria en E.

#### Erosión

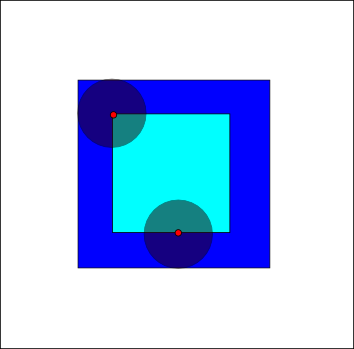
La erosión del cuadrado de color azul oscuro por un disco, lo que resulta en un cuadrado de color celeste.

La erosión de la imagen binaria A por el elemento estructurante B está definida por:
{\displaystyle A\ominus B=\{z\in E|B_{z}\subseteq A\}},
donde Bz es la traslación de B por el vector z, esto es, {\displaystyle B_{z}=\{b+z|b\in B\}}, {\displaystyle \forall z\in E}. 
Cuando el elemento estructurante B tiene un centro (por ejemplo, B es un disco o un cuadrado) y este centro se encuentra en el origen de E, entonces la erosión de A por B se puede entender como el lugar geométrico de los puntos alcanzados por el centro de B cuando B se mueve dentro de A. Por ejemplo, la erosión de un cuadrado de lado 10, centrado en el origen, por un disco de radio 2, también centrado en el origen, es un cuadrado de lado 6 centrado en el origen.
La erosión de A por B también está dada por la expresión: {\displaystyle A\ominus B=\bigcap _{b\in B}A_{-b}}.
Ejemplo de aplicación: Supongamos que hemos recibido un fax de una fotocopia oscura. Todo parece que fue escrito con una pluma que está sangrando. El proceso de erosión permitirá que las líneas gruesas enflaquezcan y detectar el agujero dentro de la letra "o".

#### Dilatación

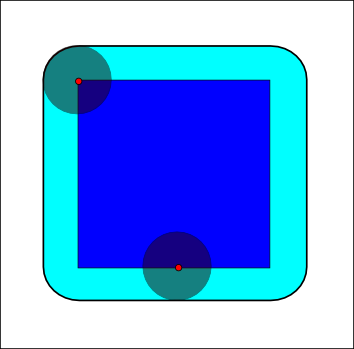
La dilatación del cuadrado de color azul oscuro por un disco, lo que resulta en un cuadrado de color celeste con las esquinas redondeadas.

La dilatación se describe como un crecimiento de pixeles, es decir, se marca con 1 la parte del fondo de la imagen que toque un pixel que forma parte de la región. Esto permite que aumente un pixel alrededor de la circunferencia de cada región y así poder incrementar dimensiones, lo cual ayuda a rellenar hoyos dentro de la región. 
La dilatación de A por el elemento estructurante B se define por:
{\displaystyle A\oplus B=\bigcup _{b\in B}A_{b}}.
La dilatación es conmutativa, también dada por:
```

  

    

      

        
A

        
⊕

        
B

        
=

        
B

        
⊕

        
A

        
=

        

          
⋃

          

            
a

            
∈

            
A

          

        

        

          
B

          

            
a

          

        

      

    

    
{\displaystyle A\oplus B=B\oplus A=\bigcup _{a\in A}B_{a}}

  

.
```

Si B tiene un centro en el origen, como antes, entonces la dilatación de A por B se puede entender como el lugar geométrico de los puntos cubiertos por B cuando el centro de B se mueve dentro de A. En el ejemplo a la derecha, la dilatación del cuadrado de lado 10 por el disco de radio 2 es un cuadrado de lado 14, con las esquinas redondeadas, centrado en el origen. El radio de las esquinas redondeadas es 2.

La dilatación también se puede obtener por:
{\displaystyle A\oplus B=\{z\in E|(B^{s})_{z}\cap A\neq \varnothing \}}, donde Bs denota la simetría de B, que es, {\displaystyle B^{s}=\{x\in E|-x\in B\}}.
Ejemplo de aplicación: La dilatación es el opuesto de la erosión. Las figuras que están trazadas muy tenuemente engruesan cuando son "dilatadas". La manera más fácil de describirlo es imaginar que el mismo fax/texto es escrito con una pluma más gruesa.

#### Apertura

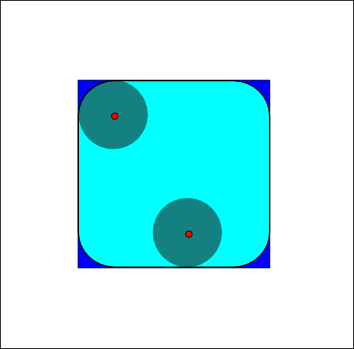
La apertura del cuadrado de color azul oscuro por un disco, lo que resulta en un cuadrado de color celeste con las esquinas redondeadas.

La apertura de A por B se obtiene por la erosión de A por B, seguida por la dilatación de la imagen resultante por B:
{\displaystyle A\circ B=(A\ominus B)\oplus B}.
La apertura también está dada por {\displaystyle A\circ B=\bigcup _{B_{x}\subseteq A}B_{x}}, lo que significa que es el lugar geométrico de las traslaciones del elemento estructurante B dentro de la imagen A. En el caso del cuadrado de lado 10 y un disco de radio 2 como elemento estructurante, la apertura es un cuadrado de lado 10 con las esquinas redondeadas, donde el radio de las esquinas es 2.
Ejemplo de aplicación: Supongamos que alguien ha escrito una nota en un papel que no es absorbente por lo que parece que están creciendo pequeñas raíces peludas por todas partes de la escritura. La apertura esencialmente elimina las pequeñas "rayitas" exteriores derramadas y restaura el texto. El efecto secundario es que redondea las cosas. Los bordes afilados comienzan a desaparecer.

#### Cierre

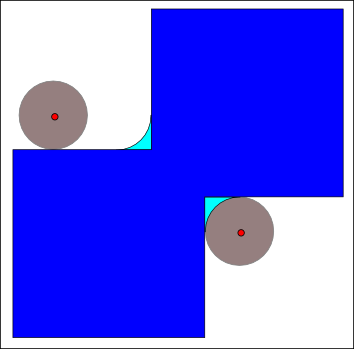
El cierre de la forma azul oscura (la unión de dos cuadrados) por un disco, lo que resulta en la unión de la forma azul oscura y las áreas de color celeste.

El cierre de A por B se obtiene por la dilatación de A por B, seguida por la erosión de la estructura resultante por B:
{\displaystyle A\bullet B=(A\oplus B)\ominus B}.
El cierre también se puede obtener por {\displaystyle A\bullet B=(A^{c}\circ B^{s})^{c}}, donde Xc denota el complemento de X respecto a E (esto es, {\displaystyle X^{c}=\{x\in E|x\not \in X\}}). Lo anterior significa que el cierre es el complemento del lugar geométrico de las traslaciones de la simetría del elemento estructurante fuera de la imagen A.

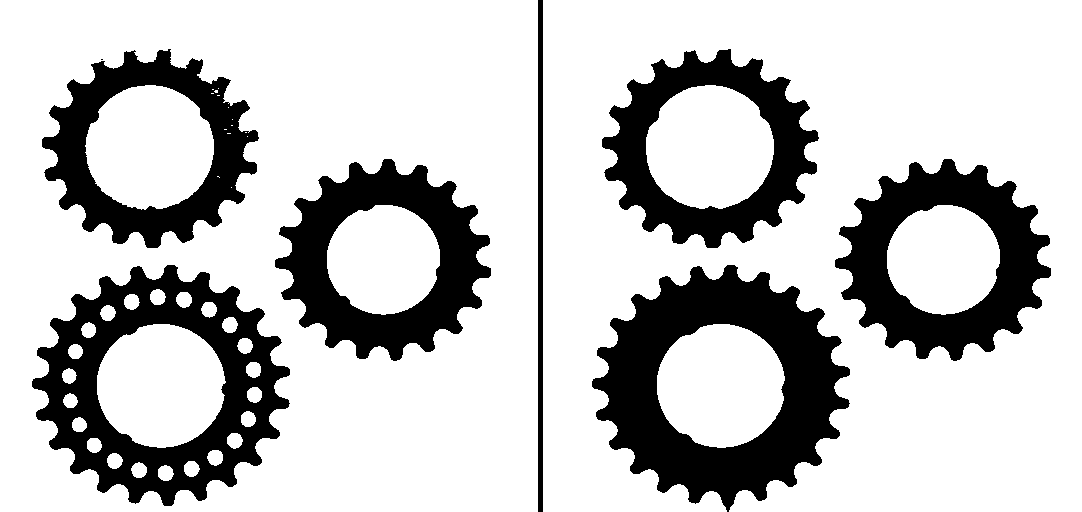
Imagen binaria de ruedas dentadas antes y después del cierre morfológico. Se nota que los agujeros fueron cerrados, sin embargo la forma permanece conservada.

#### Propiedades de los operadores básicos
Aquí están algunas propiedades de los operadores morfológicos binarios básicos (dilatación, erosión, apertura y cierre):
- Son invariantes a la traslación.
- Son crecientes, es decir, si {\displaystyle A\subseteq C}, entonces {\displaystyle A\oplus B\subseteq C\oplus B}, y {\displaystyle A\ominus B\subseteq C\ominus B}, etc.
- La dilatación es conmutativa.
- Si el origen de E pertenece al elemento estructurante B, entonces {\displaystyle A\ominus B\subseteq A\circ B\subseteq A\subseteq A\bullet B\subseteq A\oplus B}.
- La dilatación es asociativa, esto es, {\displaystyle (A\oplus B)\oplus C=A\oplus (B\oplus C)}. Por otra parte, la erosión satisface {\displaystyle (A\ominus B)\ominus C=A\ominus (B\oplus C)}.
- La erosión y la dilatación satisfacen la dualidad {\displaystyle A\oplus B=(A^{c}\ominus B^{s})^{c}}.
- La apertura y el cierre satisfacen la dualidad {\displaystyle A\bullet B=(A^{c}\circ B^{s})^{c}}.
- La dilatación es distributiva sobre la unión de conjuntos.
- La erosión es distributiva sobre la intersección de conjuntos.
- La dilatación es un seudo-inverso de la erosión y viceversa, en el siguiente sentido: {\displaystyle A\subseteq (C\ominus B)} si y solo si {\displaystyle (A\oplus B)\subseteq C}.
- La apertura y el cierre son idempotentes.
- La apertura es anti-extensiva, es decir, {\displaystyle A\circ B\subseteq A}, mientras que el cierre es extensivo, es decir, {\displaystyle A\subseteq A\bullet B}.

### Otros operadores y herramientas
- Transformación de localización
- Transformación de poda
- Morphological skeleton
- Filtrado por reconstrucción
- Erosión final y bisector condicional
- granulometría
- Funciones de distancia geodésica

## Morfología en escala de grises

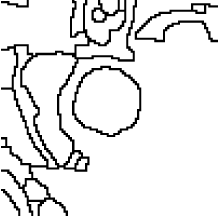
Divisoria del gradiente de la imagen cardiaca

En morfología en escala de grises, las imágenes son funciones que mapean un espacio euclidiano o cuadrícula E en {\displaystyle \mathbb {R} \cup \{\infty ,-\infty \}}, donde {\displaystyle \mathbb {R} } es el conjunto de reales, {\displaystyle \infty } es un elemento más grande que cualquier número real, y {\displaystyle -\infty } es un elemento más pequeño que cualquier número real.
Los elementos estructurantes en escala de grises son también funciones del mismo formato, llamadas "funciones estructurantes".
Denotando una imagen por f (x) y la función estructurante por b(x), la dilatación en escala de grises de f por b está dada por
{\displaystyle (f\oplus b)(x)=\sup _{y\in E}[f(y)+b(x-y)]},
donde "sup" denota el supremo. 
Del mismo modo, la erosión de f por b viene dada por
{\displaystyle (f\ominus b)(x)=\inf _{y\in E}[f(y)-b(y-x)]},
donde "inf" denota el ínfimo. 
Al igual que en la morfología binaria, la apertura y el cierre se dan, respectivamente, por
{\displaystyle f\circ b=(f\ominus b)\oplus b}, y
{\displaystyle f\bullet b=(f\oplus b)\ominus b}.

### Funciones estructurantes planas
Es común el uso de elementos estructurantes planos en las aplicaciones morfológicas. Las funciones estructurantes planas son funciones b(x) de la forma
{\displaystyle b(x)=\left\{{\begin{array}{ll}0,&x\in B,\\-\infty ,&{\mbox{en otro caso}}\end{array}}\right.},
donde {\displaystyle B\subseteq E}.
En este caso, la dilatación y la erosión están muy simplificadas y dadas, respectivamente, por
{\displaystyle (f\oplus b)(x)=\sup _{z\in B^{s}}f(x+z)}, y
{\displaystyle (f\ominus b)(x)=\inf _{z\in B}f(x+z)}.
En el caso discreto limitado (E es una cuadrícula y B está limitado) los operadores supremo e ínfimo pueden ser reemplazados por el máximo y el mínimo. Por lo tanto, la dilatación y la erosión son casos particulares de filtros estadísticos de orden, con la dilatación retornando el valor máximo dentro de una ventana móvil (la simetría de la función estructurante de soporte B) y la erosión retornando el valor mínimo dentro de la ventana móvil B.
En el caso de un elemento estructurante plano, los operadores morfológicos sólo dependen del orden relativo de los valores de los píxeles, sin tener en cuenta sus valores numéricos, y por lo tanto son especialmente adecuados para el tratamiento de las imágenes binarias y de las imágenes en escala de grises cuya función de transferencia de la luz no se conoce.

### Otros operadores y herramientas
- Gradiente morfológico
- Transformación sombrero de copa
- Divisoria (algoritmos)

Al combinar estos operadores se puede obtener algoritmos para muchas tareas de procesamiento de imágenes, tales como detección de características, segmentación de imágenes, mejorar la nitidez de imágenes, filtrado de imágenes y clasificación.
Procesamiento morfológico en niveles de grises
Las operaciones de erosión y dilatación son crecientes, respectan el orden presente en la estructura del conjunto.
Gracias a esa propiedad, las operaciones morfológicas pueden extenderse del caso binario a la escala de grises, puesto que estas últimas señales pueden expresarse como una suma ponderada de imágenes binarias
Desde un punto de vista formal, una función puede ser vista como una pila de 
conjuntos decrecientes. Cada conjunto es la intersección entre el umbral de la función y 
un plano horizontal.
https://web.archive.org/web/20160305065324/http://www.elai.upm.es/webantigua/spain/Asignaturas/MIP_VisionArtificial/ApuntesVA/cap6VAProcMorf.pdf

## Morfología matemática en retículos completos
Los retículos completos son conjuntos parcialmente ordenados, donde cada subconjunto tiene un ínfimo y un supremo. En particular, contiene un elemento menor y un elemento mayor (también denotado "universo").

### Adjunciones (dilatación y erosión)
Sea {\displaystyle (L,\leq )} un réticulo completo con ínfimo y supremo simbolizado por {\displaystyle \wedge } and {\displaystyle \vee }, respectivamente. Su universo y elemento menor son simbolizados por U y {\displaystyle \emptyset }, respectivamente. Por otra parte, sea {\displaystyle \{X_{i}\}} una colección de elementos de L.
Una dilatación es cualquier operador {\displaystyle \delta :L\rightarrow L} que se distribuye sobre el supremo y preserva el elemento menor. Es decir:
- {\displaystyle \bigvee _{i}\delta (X_{i})=\delta \left(\bigvee _{i}X_{i}\right)},
- {\displaystyle \delta (\emptyset )=\emptyset }.

Una erosión es cualquier operador {\displaystyle \varepsilon :L\rightarrow L} que se distribuye sobre el ínfimo y preserva el universo. Es decir:
- {\displaystyle \bigwedge _{i}\varepsilon (X_{i})=\varepsilon \left(\bigwedge _{i}X_{i}\right)},
- {\displaystyle \varepsilon (U)=U}.

Las dilataciones y erosiones forman conexiones de Galois. Es decir, para toda dilatación {\displaystyle \delta } hay una y sólo una erosión {\displaystyle \varepsilon } que satisface
{\displaystyle X\leq \varepsilon (Y)\Leftrightarrow \delta (X)\leq Y}
para todo {\displaystyle X,Y\in L}.
Del mismo modo, para toda erosión existe una y sólo una dilatación que satisface la conexión anterior.
Además, si dos operadores satisfacen la conexión, entonces, {\displaystyle \delta } debe ser una dilatación y {\displaystyle \varepsilon } una erosión.
Los pares de erosiones y dilataciones que satisfacen la conexión anterior se llaman "adjunciones", y la erosión se dice que es la erosión adjunta de la dilatación, y viceversa.

### Apertura y cierre
Para toda adjunción {\displaystyle (\varepsilon ,\delta )}, la apertura morfológica {\displaystyle \gamma :L\rightarrow L} y el cierre morfológico {\displaystyle \phi :L\rightarrow L} son definidas como sigue:
{\displaystyle \gamma =\delta \varepsilon }, y
{\displaystyle \phi =\varepsilon \delta }.
La apertura y el cierre morfológicos son casos particulares de la apertura algebraica (o simplemente apertura) y del cierre algebraico (o simplemente cierre). Las aperturas algebraicas son operadores en L que son idempotentes, crecientes y anti-extensivos. Los cierres algebraicos son operadores en L que son idempotentes, crecientes y extensivos.

### Casos particulares
La morfología binaria es un caso particular de la morfología de retículos, donde L es el conjunto potencia de E (el espacio euclidiano o cuadrícula), es decir, L es el conjunto de todos los subconjuntos de E y {\displaystyle \leq } es la inclusión. En este caso, el ínfimo es la intersección de conjuntos y el supremo es la unión de conjuntos.
Del mismo modo, la morfología en escala de grises es otro caso particular, donde L es el conjunto de funciones que mapean E en {\displaystyle \mathbb {R} \cup \{\infty ,-\infty \}} y {\displaystyle \leq }, {\displaystyle \vee }, y {\displaystyle \wedge } son el orden punto a punto, supremo e ínfimo, respectivamente. Esto es, si f y g son funciones en L, entonces {\displaystyle f\leq g} si y solo si {\displaystyle f(x)\leq g(x),\forall x\in E}; el ínfimo {\displaystyle f\wedge g} está dado por {\displaystyle (f\wedge g)(x)=f(x)\wedge g(x)}; y el supremo {\displaystyle f\vee g} está dado por {\displaystyle (f\vee g)(x)=f(x)\vee g(x)}.